# Schulmuseum Fronau

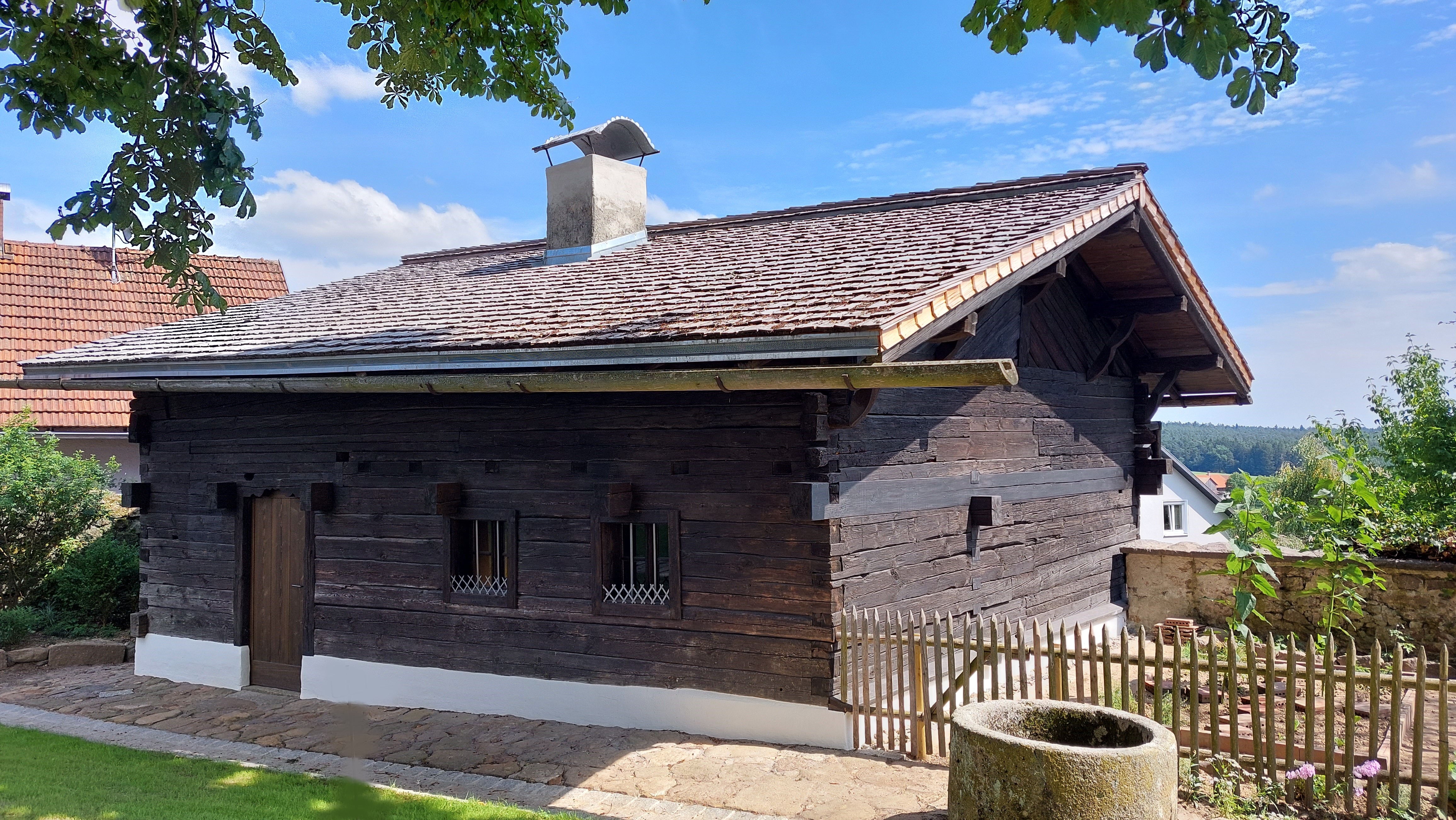
Das Schulmuseum Fronau

Das Schulmuseum Fronau ist ein Waldlerhaus aus dem 18. Jahrhundert in der typischen Blockbauweise des Bayerischen Waldes. Es diente bis 1851 als Schulhaus in Fronau, einem Ortsteil der Stadt Roding. Der Lehrer Paulus Schmid hatte den Blockbau 1756 für Unterrichtszwecke erbaut, das Grundstück erhielt er vom Hofmarksherrn. Um 1950 war das Haus noch bewohnt, 1981 richtete der Landkreis Cham hier das Schulmuseum ein.
Die ehemalige Dorfschule Fronau liegt nahe der Filialkirche Hl. Stephanus innerhalb der alten Mauer, die einst Kirche, Schulhaus und Friedhof umgab. Das kleine Schulhaus dokumentiert die früher übliche Einheit von Schulsaal und Lehrerwohnung unter einem Dach. Neben dem Unterrichtsraum finden sich die Stube und Kammer, die vom Lehrer und seiner Familie bewohnt wurden. Eine Schusterwerkstatt zeigt den Nebenerwerb der Lehrerfamilie.
Der Schulsaal veranschaulicht den Alltag in Schulen um die Wende zum 20. Jahrhundert. Historisches Inventar wie die Tafel, das Lehrerkatheder und die Bänke stammen aus verschiedenen Schulen des Landkreises Cham. Klassen sind zum Besuch herzlich eingeladen, um eine Schule früherer Zeit kennenzulernen.
Das Baudenkmal ist ein bedeutendes Zeugnis der Schulgeschichte der Oberpfalz. Über 250 Jahre und die intensive Nutzung des Hauses haben ihre Spuren hinterlassen. Daher wurde das Baudenkmal vom Landkreis Cham in den vergangenen Jahren denkmalgerecht saniert und 2021 wiedereröffnet.

## Weblink
- Schulmuseum Fronau bei bayerischer-wald.de